# قطعنامه ۴۳۲ شورای امنیت
قطعنامه ۴۳۲ شورای امنیت سازمان ملل متحد که در تاریخ ۲۷ جولای ۱۹۷۸ تصویب شد، سندی بین‌المللی دربارهٔ نامیبیا است. این قطعنامه طی نشست ۲٬۰۸۲ام با ۱۳ موافق، ۰ مخالف و ۲ ممتنع تصویب شد.